# José Luis Drei
José Luis Drei (23 september 1973) is een voormalig Braziliaans voetballer.

## Carrière
Luis speelde in 1996 voor Bellmare Hiratsuka.

## Statistieken
| Japan   | Japan              | Japan       | League | League | Emperor's Cup | Emperor's Cup | J-League Cup | J-League Cup | Totaal | Totaal |
| Seizoen | Club               | League      | Wed.   | Goals  | Wed.          | Goals         | Wed.         | Goals        | Wed.   | Goals  |
| ------- | ------------------ | ----------- | ------ | ------ | ------------- | ------------- | ------------ | ------------ | ------ | ------ |
| 1996    | Bellmare Hiratsuka | J. League 1 | 12     | 0      | 0             | 0             | 3            | 0            | 15     | 0      |
| Totaal  | Totaal             | Totaal      | 12     | 0      | 0             | 0             | 3            | 0            | 15     | 0      |